# با من بخوان (آلبوم)
با من بخوان عنوان آلبوم موسیقی به خوانندگی علیرضا قربانی و آهنگسازی حسام ناصری است که در ۲۱ مرداد ۱۳۹۹ منتشر شد. این آلبوم ضبط استودیویی، پروژه‌ای است که پیش از این به همین نام و در قالب تور کنسرت در تهران و شهرستان‌های ایران اجرا شده‌است. با من بخوان، شامل ده قطعه است که بیشتر آنها تلفیقی از موسیقی ایرانی و موسیقی الکترونیک هستند. تهیه‌کننده این آلبوم، مؤسسه فرهنگی و هنری آهنگ اشتیاق است.

## قطعات
| شماره      | نام                                   | سراینده                    | آهنگساز                     | مدت   |
| ---------- | ------------------------------------- | -------------------------- | --------------------------- | ----- |
| ۱.         | «میدانی تو» (رباعی شماره ۵۸۹ ۱۲۲ ۶۰۸) | ابوسعید ابوالخیر           | حسام ناصری                  | ۰۶:۰۵ |
| ۲.         | «عاشقانه نیست»                        | اهورا ایمان                | حسام ناصری                  | ۰۴:۲۷ |
| ۳.         | «دلم گرفته»                           | مریم مروج                  | حسام ناصری                  | ۰۵:۱۹ |
| ۴.         | «آمد خزان» (غزل ۱۷۹۴)                 | مولوی                      | حسام ناصری                  | ۱۱:۰۰ |
| ۵.         | «الله مزار»                           | محمد ابراهیم جعفری         | بر اساس موسیقی محلی خراسانی | ۰۵:۰۶ |
| ۶.         | «بوی گیسو»                            | واقف لاهوری                | علیرضا قربانی               | ۰۴:۵۳ |
| ۷.         | «روزگار غریب»                         | احمد شاملو / حمید خلف بیگی | حسام ناصری                  | ۰۶:۳۱ |
| ۸.         | «پل»                                  | احمد امیر خلیلی            | حسام ناصری                  | ۰۳:۳۱ |
| ۹.         | «باغ اهورایی»                         | حسین منزوی                 | حسام ناصری                  | ۰۸:۲۴ |
| ۱۰.        | «از خون جوانان وطن» (تصنیف شماره ۱۰)  | عارف قزوینی                | عارف قزوینی                 | ۰۲:۰۱ |
| مجموع مدت: | مجموع مدت:                            | مجموع مدت:                 | مجموع مدت:                  | ۵۷:۰۴ |

## عوامل
- آهنگساز، نوازندهٔ پیانو و سازهای الکترونیک: حسام ناصری
- ویلن: سامان صمیمی، میثم مروستی، نیلوفر محبی، امین عطایی، نگار فرجی
- ویولا: میثم مروستی، امین عطایی
- ویلنسل: مهرداد عالمی، هانیه کازرونی
- ابوا: حسام صدفی‌نژاد
- کمانچه: سامان صمیمی
- سنتور: پویا سرایی
- تار و سه‌تار: میلاد محمدی
- دودوک: آرشاک ساحاکیان
- دوتار: سعید نودهی
- سازهای کوبه‌ای: زکریا یوسفی
- همخوانان: مهگل صفدری، نگین گودرزی، نگار فرجی
- میکس و مسترینگ: آرش پاکزاد
- ضبط موسیقی: استودیو «تم»، استودیو «شهر صدای پارسیان»، استودیو «نواک»
- صدابردار: مازیار مرتاضیه، حامی حقیقی، حسام ناصری[۱]